# 29e cérémonie des Goyas
La 29e cérémonie des Goyas (ou Premios Goya), organisée par l'Academia de las artes y las ciencias cinematográficas de España, a eu lieu le 7 février 2015 au Palais municipal des congrès de Madrid et a récompensé les films sortis en 2014. Elle a été présentée par Dani Rovira.

## Palmarès

### Meilleur film
- La isla mínima
  - El Niño
  - Loreak
  - Magical Girl
  - Les Nouveaux Sauvages (Relatos salvajes)

### Meilleur réalisateur
- Alberto Rodríguez pour La isla mínima
  - Daniel Monzón pour El Niño
  - Carlos Vermut pour Magical Girl
  - Damián Szifron pour Les Nouveaux Sauvages (Relatos salvajes)

### Meilleur acteur
- Javier Gutiérrez Álvarez pour La isla mínima
  - Raúl Arévalo pour La isla mínima
  - Luis Bermejo (es) pour Magical Girl
  - Ricardo Darín pour Les Nouveaux Sauvages (Relatos salvajes)

### Meilleure actrice
- Bárbara Lennie pour Magical Girl
  - María León pour Marsella
  - Macarena Gómez pour Musarañas
  - Elena Anaya pour Todos están muertos

### Meilleur acteur dans un second rôle
- Karra Elejalde pour Ocho apellidos vascos
  - Eduard Fernández pour El Niño
  - Antonio de la Torre pour La isla mínima
  - José Sacristán pour Magical Girl

### Meilleure actrice dans un second rôle
- Carmen Machi pour Ocho apellidos vascos
  - Bárbara Lennie pour El Niño
  - Mercedes León (es) pour La isla mínima
  - Goya Toledo (es) pour Marsella

### Meilleur espoir masculin
- Dani Rovira pour Ocho apellidos vascos

### Meilleur espoir féminin
- Nerea Barros pour La isla mínima

### Meilleur scénario original
- Rafael Cobos et Alberto Rodríguez pour La isla mínima

### Meilleur scénario adapté
- Javier Fesser, Claro García et Cristóbal Ruiz pour Agents super zéro (Mortadelo y Filemón contra Jimmy el Cachondo)

### Meilleur nouveau réalisateur
- Carlos Marqués-Marcet pour 10.000 km

### Meilleur film européen
- Ida de Paweł Pawlikowski  Pologne
  - Qu'est-ce qu'on a fait au Bon Dieu ? de Philippe de Chauveron  France
  - Le Vieux qui ne voulait pas fêter son anniversaire de Felix Herngren  Suède
  - Le Sel de la terre d'Herbert J. Biberman  États-Unis

### Meilleur film étranger en langue espagnole
- Les Nouveaux Sauvages de Relatos salvajes  Argentine
  - Conducta de Ernesto Daranas  Cuba
  - Kaplan de Álvaro Brechner  Uruguay
  - La distancia más larga de Claudia Pinto Emperador  Venezuela

### Premio Goya d'honneur
- Antonio Banderas